# Чеченский маяк
Маяк «Чеченский» — маяк на острове Чечень, расположен в северно-западной части Каспийского моря, был построен английскими строителями в 1863 году. Единственная историческая достопримечательность острова Чечень. Маяк имеет статус стратегического объекта.

## История
На западной оконечности острова Чечень у западного побережья Каспийского моря в трех милях к северу от Аграханского полуострова установлен Чеченский маяк.
Сведения о первом маяке на острове Чечень упоминаются в «Описании путешествия в Московию» немецкого путешественника Адама Олеария побывавшего в России и участвовавшего в Шлезвиг-Голштинском посольстве в Персию в 1636—1638 гг. Адам Олеарий сообщал, что на одной из оконечностей этого острова стояли четыре шеста, связанные вместе и покрытые кореньями и ветвями; там же были две большие ямы, где раскладывался по ночам огонь.
Известно, что огонь на острове «для проходу мореходных судов» жгли ещё в 1723 году «кои изображали род маяков».

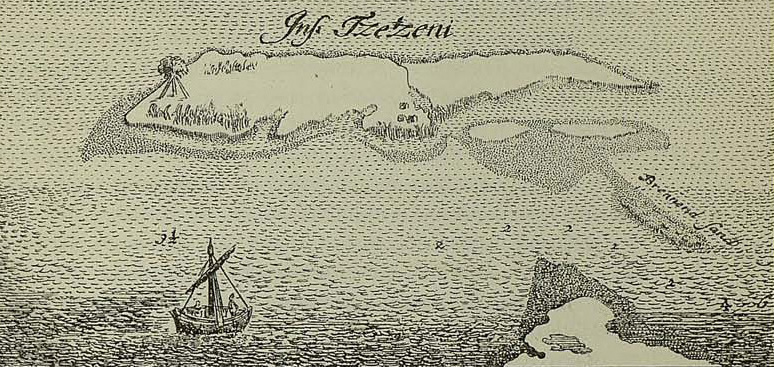
На рисунке Адама Олеария в 1636—1638 гг. в левой части острова Чечень изображен рукотворный маяк.

На месте действующего маяка согласно краеведам существовал небольшой деревянный маяк. Маяк — единственная достопримечательность острова Чечень. Высота — 41,1 метра.
В 1855 году командир Астраханского порта, капитан 1-го ранга Р. Г. Машин, осмотрев берега Каспийского моря, предложил «оградить мореплавателей от косы, тянущейся по параллели от острова к востоку». Р. Г. Машин сам разработал план строительства и предоставил его управляющему Морским министерством и в Гидрографический департамент. Строительство маяка началось в 1859 году. Руководил строительством поручик Козловский, были привлечены английские строители. Сначала была произведена закладка фундамента, однако вовремя бури бушевавшей с 22 февраля по 4 марта 1860 года, выбранное место покрылось водой, а плавающим льдом сорвало и прибило к берегу большую часть пристани, устроенной на сваях для выгрузки строительных материалов. Это заставило командира Астраханского порта, выбрать другое место для строительства, более возвышенное — на западной стороне острова, куда летом 1860 года начали перевозить строительные материалы и рабочих. В этом же году из Франции доставили диоптрический аппарат 2-го разряда. Устанавливал и регулировал его мастер маячной мастерской Дирекции маяков Балтийского моря Ян Ильвес.

### Описание
11 октября 1863 года маяк начал светить. Он представляет собой каменную круглую башню, выкрашенную в красный цвет, крыша зелёная. Высота огня составляет 41,1 метра над уровнем моря и 38 метров от основания. Башня маяка имеет 5-оконных проема, изнутри 196 ступеней. Светит маяк белым постоянным огнем с проблесками, освещающим весь горизонт. Вблизи башни были построены из камня одноэтажный дом для служителей, баня и кладовая.
Маяк хотя и обезопасил существенно мореплавание в этом районе, крушения судов у Чеченской косы все же случались. Поэтому на маяке служили люди, способные оказать помощь экипажу тонущего судна. При маяке была спасательная лодка и усиленная команда из военных моряков, назначаемая командиром Бакинского порта.
В 1959 году маяк перестроили. Сама башня маяка сохранилась в неизменном виде.
В 1970-х годах на маяке установили специальный светооптический аппарат, с этого времени Чеченский маяк работает в автоматическом режиме.
На Чеченском маяке 36 лет работают потомственные смотрители семья Воржаковых. Маяк является стратегическим объектом, доступ к нему ограничен.

## Галерея

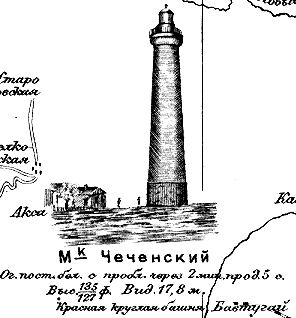
Маяк на карте гидрографического управления. Измерение глубин в 1870-е годы
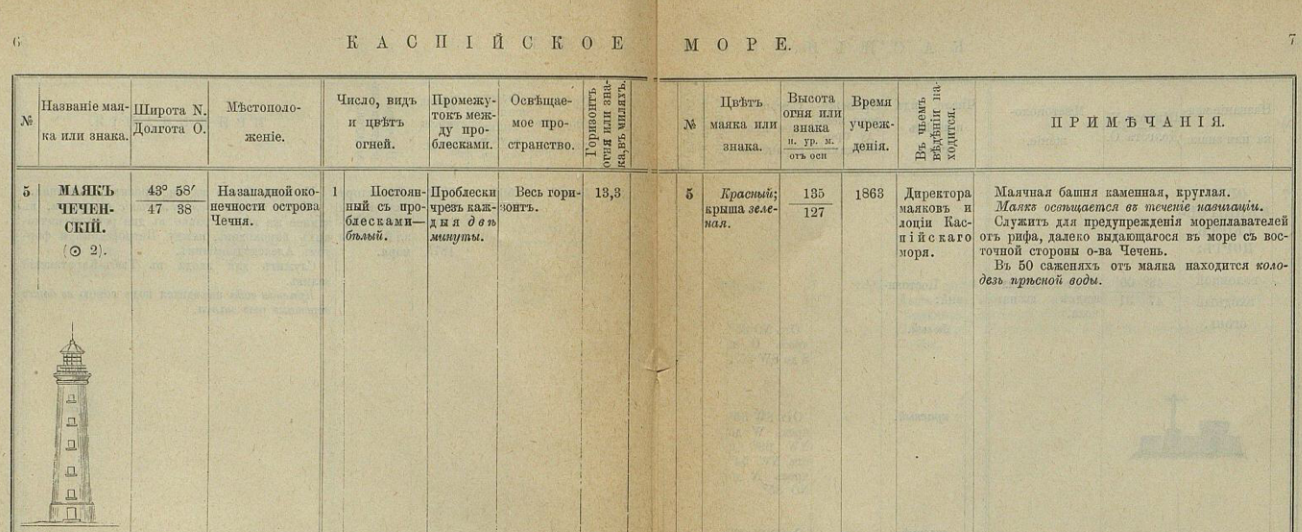
Издание Главного Гидрографического Управления Морского Министерства. - С.-Петербург 1905 год. Описание Чеченского Маяка
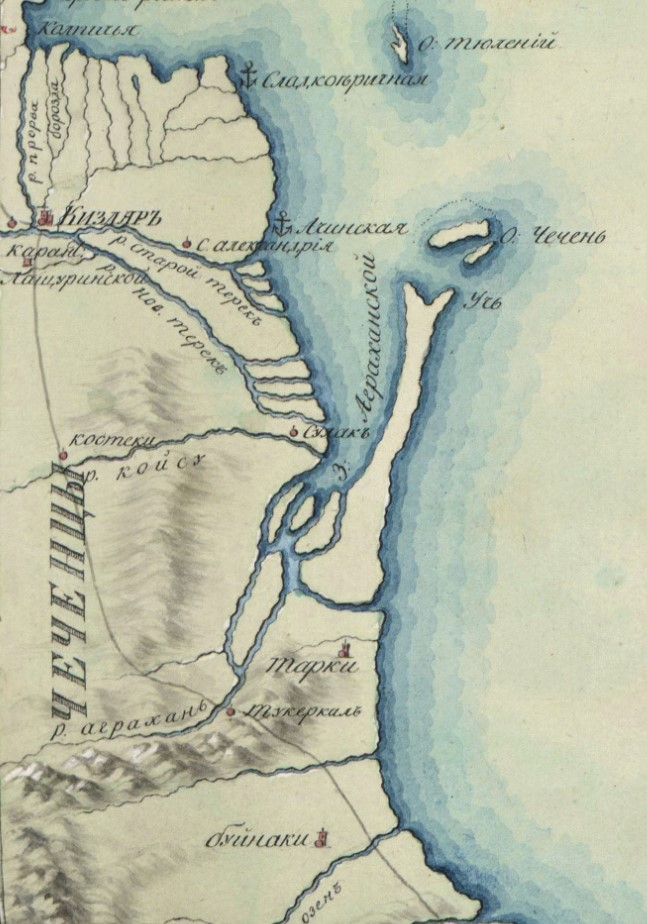
Остров Чечень и чеченцы (1813)
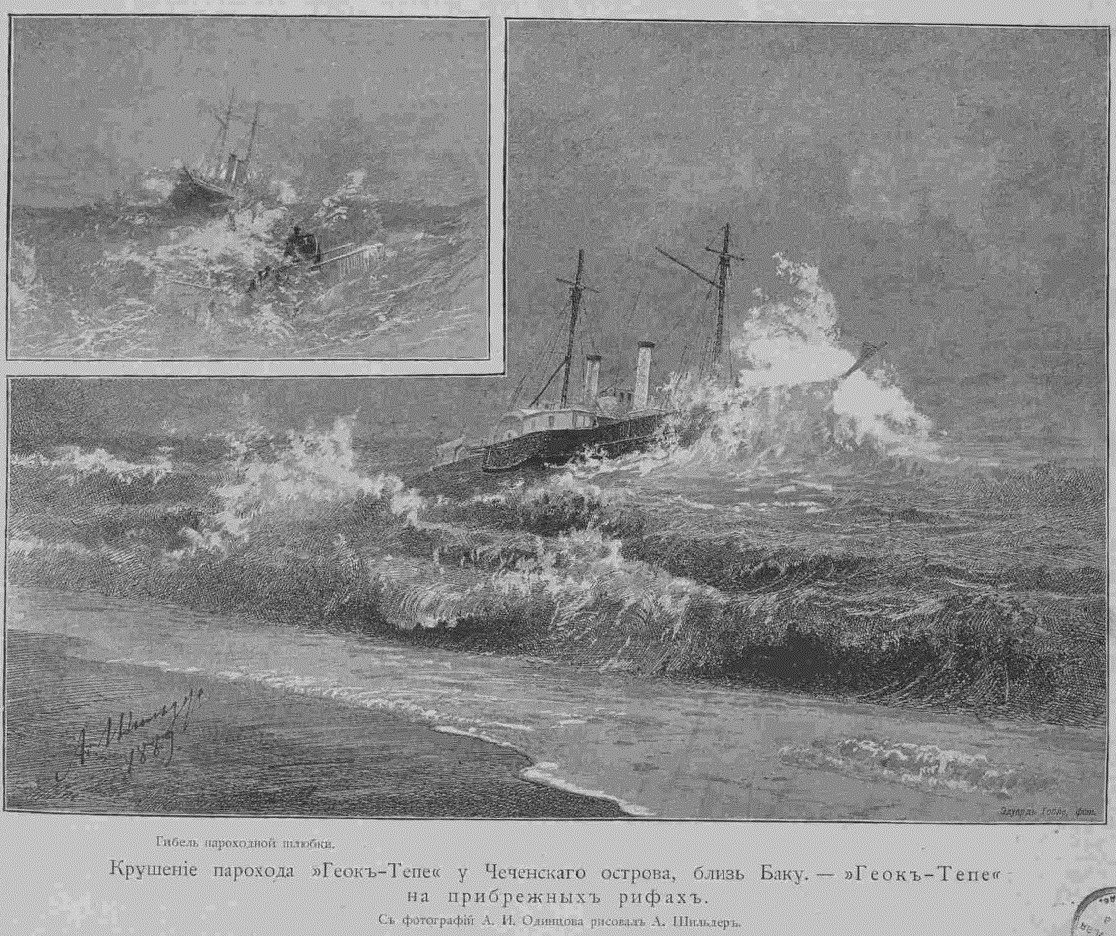
Крушение парохода «Геок-Тепе» возле Чеченского острова. Рисунок  худ. А. Н. Шильдера (1889)